# Teodoro Montiel
Teodoro Montiel Sánchez (Archilla, Guadalajara, España – 1919 - 2003) fue un pintor español reconocido por su enfoque paisajístico y su participación en certámenes artísticos nacionales. A lo largo de su carrera, expuso en diversas ciudades de España y obtuvo premios en concursos organizados por instituciones como el Ministerio del Ejército y el Ministerio de Agricultura.

### Biografía
Montiel Sánchez se formó en la Escuela de Artes y Oficios Artísticos de Guadalajara. Además de su carrera artística, estudió dos ingenierías y recibió la Medalla al Mérito Agrícola por su contribución en artículos técnicos publicados en revistas especializadas.
Fue miembro de diversas organizaciones, incluyendo el Club Internacional de Prensa, la Asociación Española de Críticos de Arte y la Sociedad General de Autores y Editores de España (SGAE).

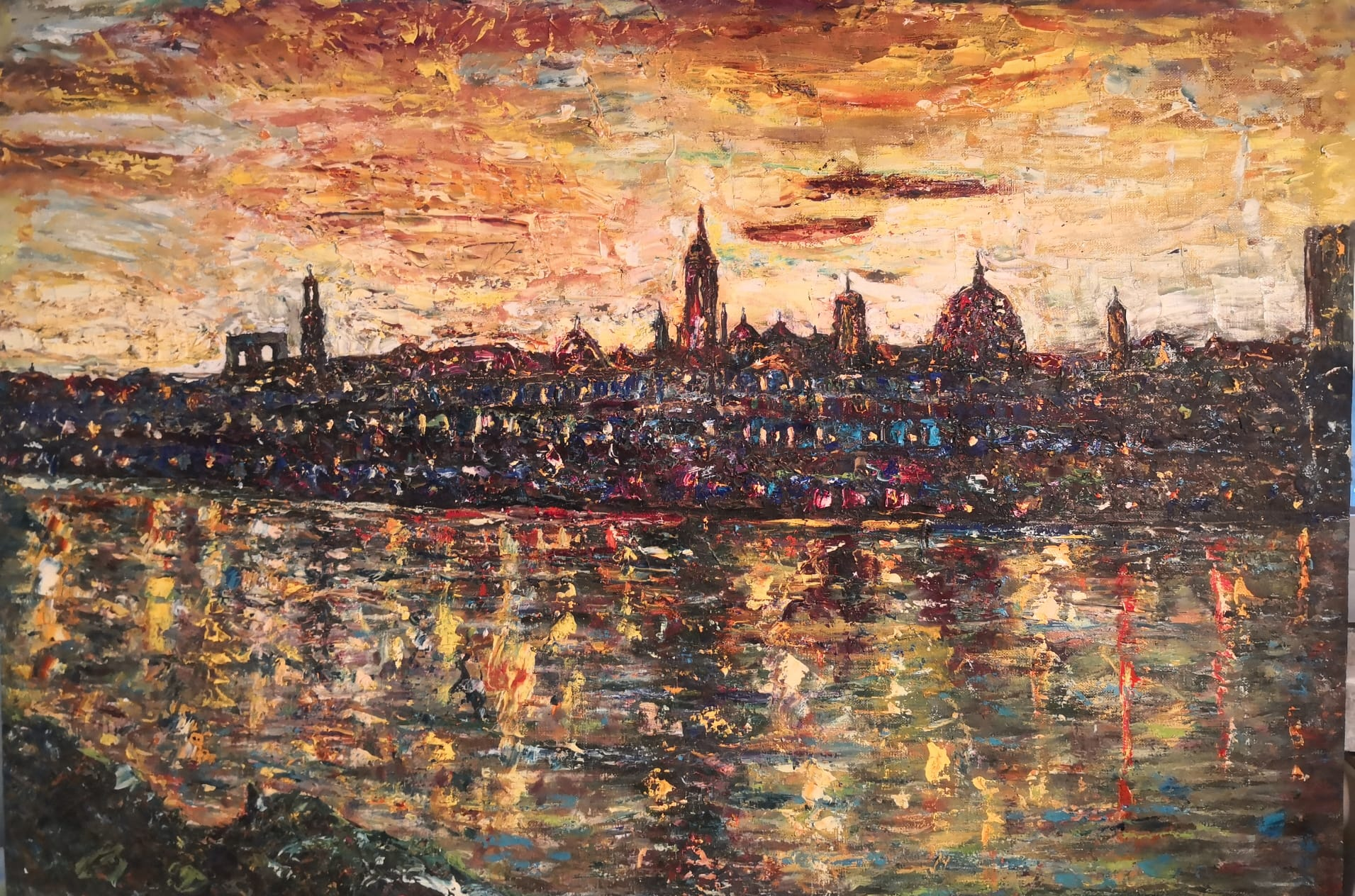

### Trayectoria artística
Montiel Sánchez centró su obra en la representación de paisajes rurales y urbanos, con un enfoque poético y cromático. Su trabajo fue expuesto en numerosas ciudades españolas, incluyendo:
- Madrid
- Toledo
- Córdoba
- Ávila
- Segovia
- Bilbao
- Puerto Banús
- Talavera de la Reina
- Burgos
- Guadalajara
- Cuenca
- Zaragoza

Teodoro Montiel expuso en la Galería Infantas de Madrid en 1988, donde fue reseñado en el periódico ABC.
A lo largo de su carrera, recibió diversos premios en certámenes artísticos:
- Premio del concurso de pintura IRYDA (1972, 1973, 1978)
- Premio del concurso de pintura del Ministerio del Ejército (1974, 1977)
- Premio Alcaldía de Tetuán (1975)
- Premio de pintura de Educación y Descanso (1977)
- Premio del Ministerio de Trabajo (1983)

Su obra ha sido mencionada en publicaciones como la Gran Enciclopedia de Madrid y Castilla-La Mancha, en la que se destaca su capacidad para trasladar al lienzo una visión poética del entorno.

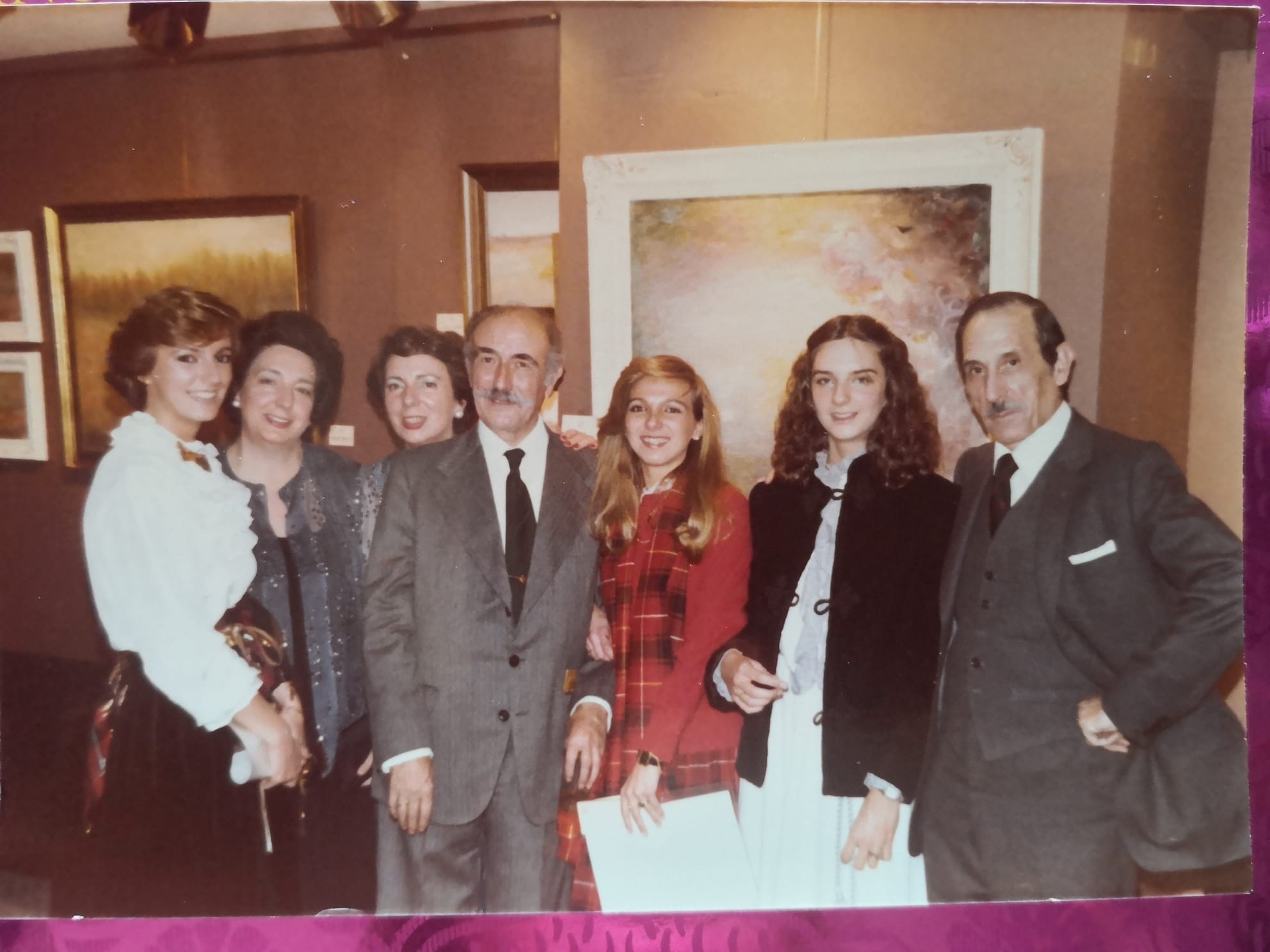

### Otras facetas
Además de su trabajo como pintor, Montiel Sánchez incursionó en la poesía y la música. Su poema "Dos Corazones Unidos" fue incluido en la Antología Poética de Ediciones Rumbos, obteniendo el primer premio. Asimismo, su composición musical recibió el segundo premio en un certamen organizado por Radio Madrid.

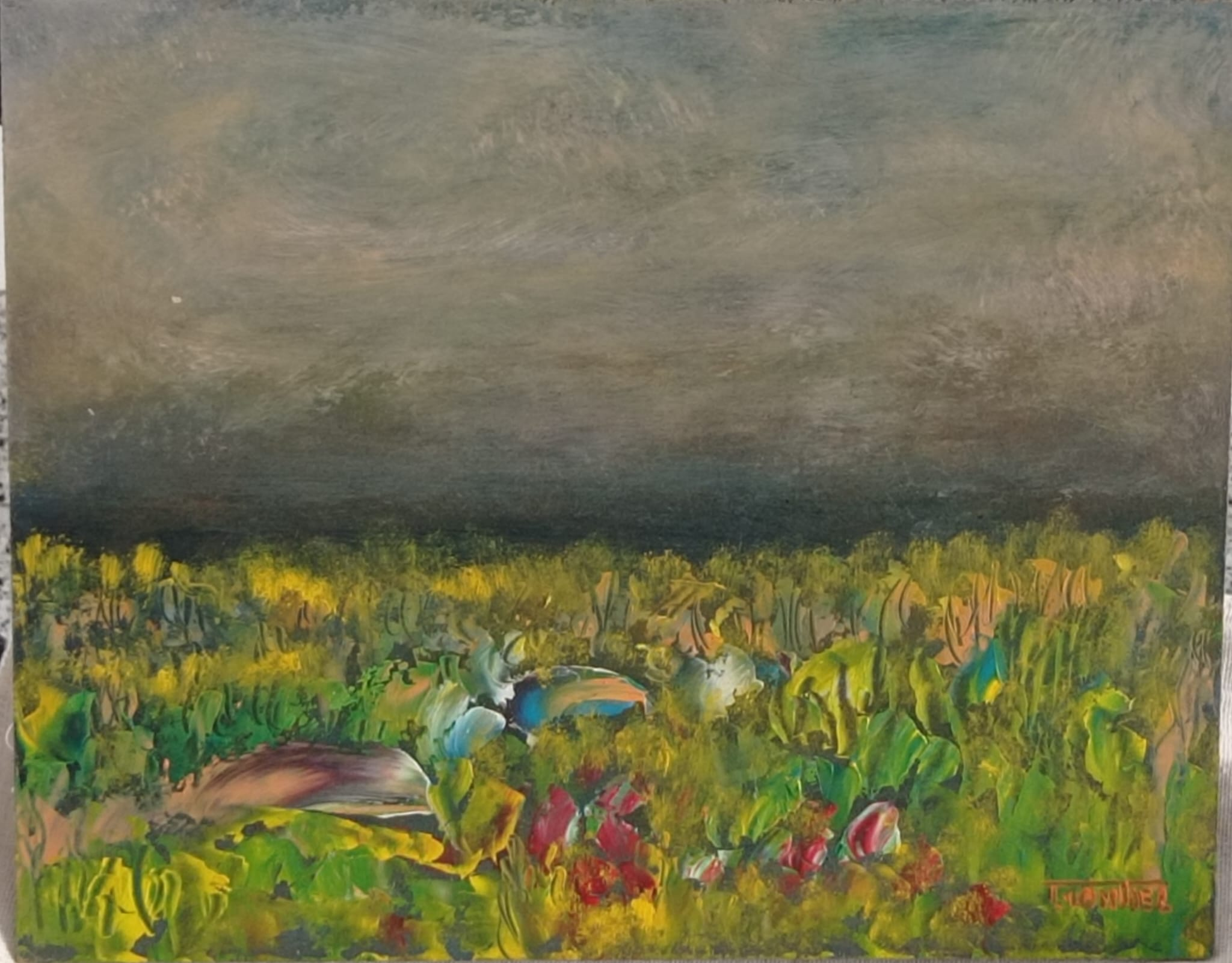
La esperanza. Flores en el cielo oscuro. Oleo Sobre lienzo 30x24

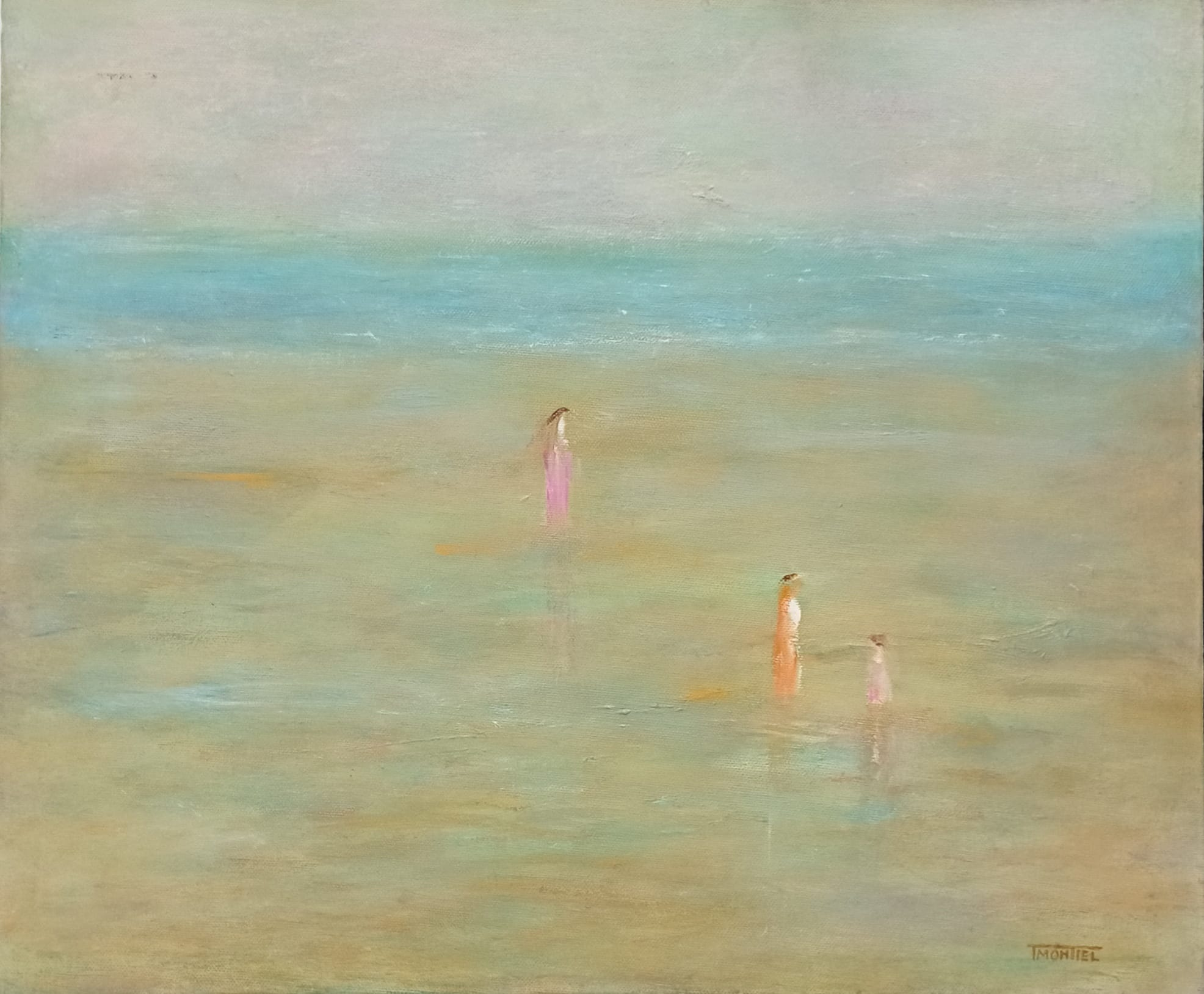
Tres figuras en la playa. Recuerdos de verano.Oleo Sobre lienzo 56x45

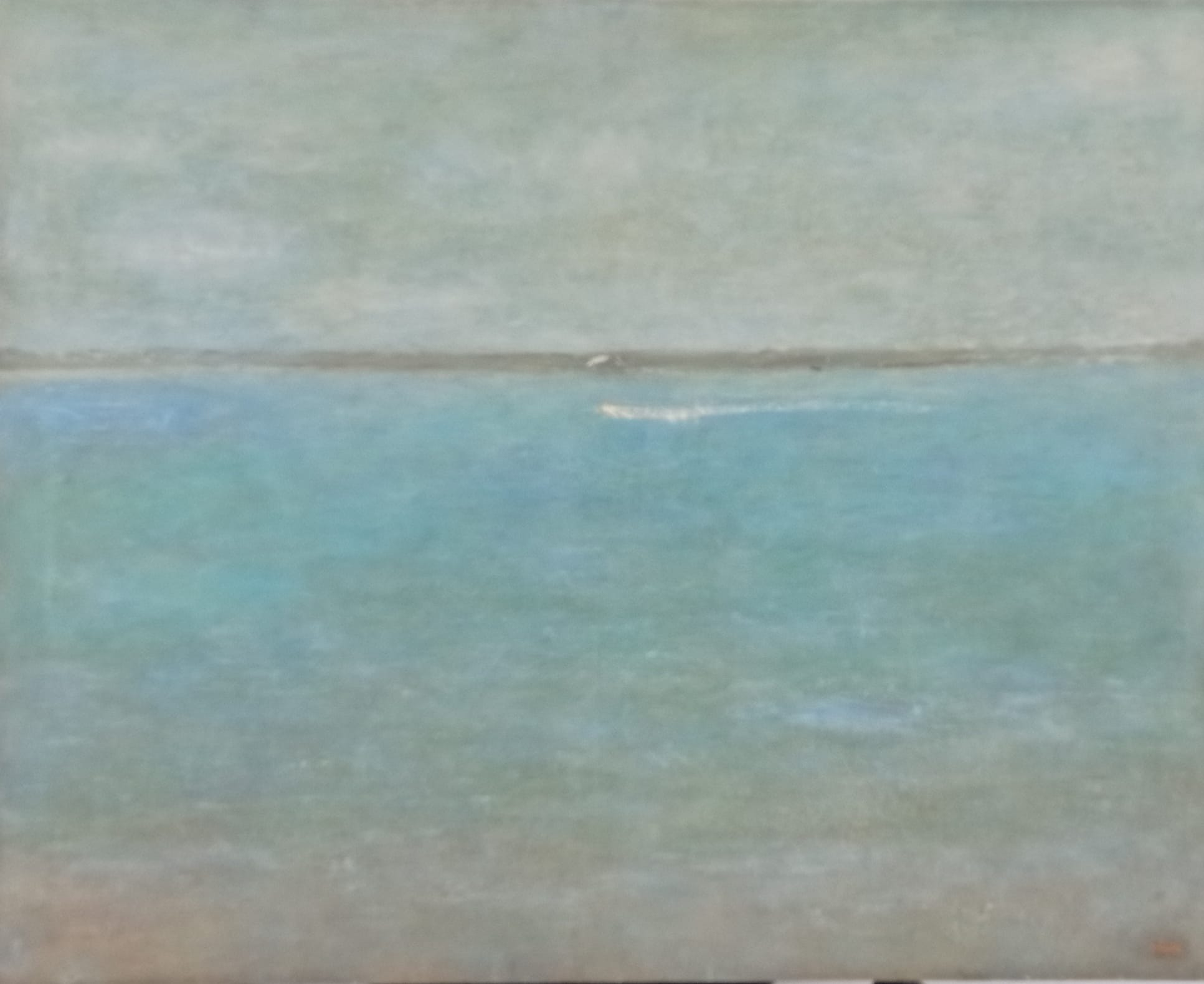
Azul. oleo sobre lienzo 100x80

### Legado y referencias
Su obra ha sido mencionada en:
- Gran Enciclopedia de Madrid y Castilla-La Mancha, Tomo VIII, Unión Aragonesa del Libro, Zaragoza, 1984.
- Catálogos de exposiciones, Revista HOLA (todocolección)
- "Artículo sobre Teodoro Montiel en ABC (España), 18 de febrero de 1988".jpg «Teodoro Montiel». ABC. 18 de febrero de 1988. Consultado el 27 de marzo de 2025.
- Publicaciones de crítica artística.